# Metaphidippus iridescens
Metaphidippus iridescens là một loài nhện trong họ Salticidae.
Loài này thuộc chi Metaphidippus. Metaphidippus iridescens được Frederick Octavius Pickard-Cambridge miêu tả năm 1901.